# Ловато, Деми
Деметрия Девонн (Деми) Ловато (англ. Demetria Devonne «Demi» Lovato; род. 20 августа 1992 года) — американская певица, актриса и автор песен. Ловато дебютировала на телеэкранах в 2002 году в детском телешоу «Барни и друзья» (2002—2004), но мировую славу ей принесла роль Митчи Торрес в фильме Disney «Camp Rock: Музыкальные каникулы» (2008) и его сиквеле «Camp Rock 2: Отчётный концерт» (2010). Саундтрек к первой части, специально для которого была записана песня «This Is Me» совместно с Джо Джонасом, стала дебютным синглом Ловато, и достигла топ-10 главного песенного чарта США.
Подписав контракт с Hollywood Records, Ловато выпустила шесть студийных альбомов: Don’t Forget (2008), Here We Go Again (2009), Unbroken (2011), Demi (2013), Confident (2015) и Tell Me You Love Me (2017). Начиная с седьмого альбома, Dancing with the Devil...The Art of Starting Over (2021), музыка певицы выходит при поддержке Island Records, контракт с которым был подписан в 2015 году.
Помимо музыкальной деятельности, Ловато также прославилась, как актриса, исполнив как главные, так и эпизодические роли в таких проектах, как «Дайте Санни шанс» (2009—2011), «Программа защиты принцесс» (2009), «Хор» (2013—2014), «Уилл и Грейс» (2020) и «Евровидение: История огненной саги» (2020). Также она была судьёй во 2 и 3 сезонах «The X Factor».
Продажи Ловато на территории США (альбомы и синглы) составляют свыше 24 миллионов копий, в то время как на территории Великобритании продажи только синглов составляют свыше 9,5 миллионов копий. Также исполнительница является обладательницей многочисленных наград, среди которых Teen Choice Awards, MTV Video Music Awards, Latin American Music Awards и другие.
На протяжении всей карьеры Ловато неоднократно освещала проблемы расстройства пищевого поведения и злоупотребления психоактивными веществами. Она выпустила книгу «Быть сильной 365 дней в году» (2013) и два документальных фильма: «Деми Ловато: Попросту сложно» (2017) и «Деми Ловато: Танец с дьяволом» (2021). Певица является активисткой в области поддержки прав сексуальных меньшиств, а также активно выступает за расширение прав и возможностей женщин.

## Ранние годы
Деметрия Девонн Ловато родилась 20 августа 1992 года в Альбукерке в семье бывшей чирлидерши Дианы Де Ла Гарза (в девичестве — Ли Смит) и инженера и музыканта Патрика Мартина Ловато (умер в июне 2013 года). У неё есть старшая сестра Даллас, младшая единоутробная сестра Медисон Де Ла Гарза и старшая единоутробная сестра Эмбер, с которой Деми впервые познакомилась в 2012 году. Отчим Ловато, Эдди Де Ла Гарза, по её словам, заменил ей отца, и сыграл одну из главных ролей в её жизни в процессе взросления.
Родители Ловато, Диана и Патрик, развелись в середине 1994 года. Отец страдал от алкоголизма и наркотической зависимости, а также жестоко обращался со своей женой, что привело к сильно натянутым отношениям с Деми; впоследствии она заявила, что не была близка с отцом, потому что он не принимал активного участия в её жизни, и что в 2013 году, когда отец умер, его тело было найдено в квартире почти неделю спустя, и точной даты смерти семья до сих пор не знает. Патрик Ловато был мексиканского происхождения, среди его предков также значились испанцы и индейцы, а сам он произошёл из семьи, которая проживала в Нью-Мексико на протяжении десятилетий; к его дальним предкам также относятся португальцы и евреи. Диана имеет английские и ирландские корни. Через отца Ловато является потомком ветерана Гражданской войны Франсиско Переа (1830—1913) и губернатора Санта-Фе-де-Нуэво Франсиско Ксавье Чавеса (1768/1769—1838). Деми заявила, что с помощью анализа ДНК она обнаружила, что её происхождение на 85 % европейское, включая 32 % иберийцев, 16 % скандинавов и 14 % ирландцев, а также 10 % коренных американцев и 1 % африканцев.
Ловато выросла в Далласе, штат Техас. Она начала играть на гитаре в 7 лет, и через три года освоила фортепиано, в то же время начала брать уроки пения и танцев. В 2002 году, в возрасте 10 лет Ловато дебютировала как актриса в шоу «Барни и друзья», исполнила эпизодические роли в сериалах «Побег» и «Просто Джордан». Из-за начала актёрской карьеры Ловато стала подвергаться травле и была переведена на домашнее обучение, и проучилась так вплоть до окончания школы, получив диплом.

## Карьера

### 2007—10: Прорыв в карьере — Disney и первые альбомы

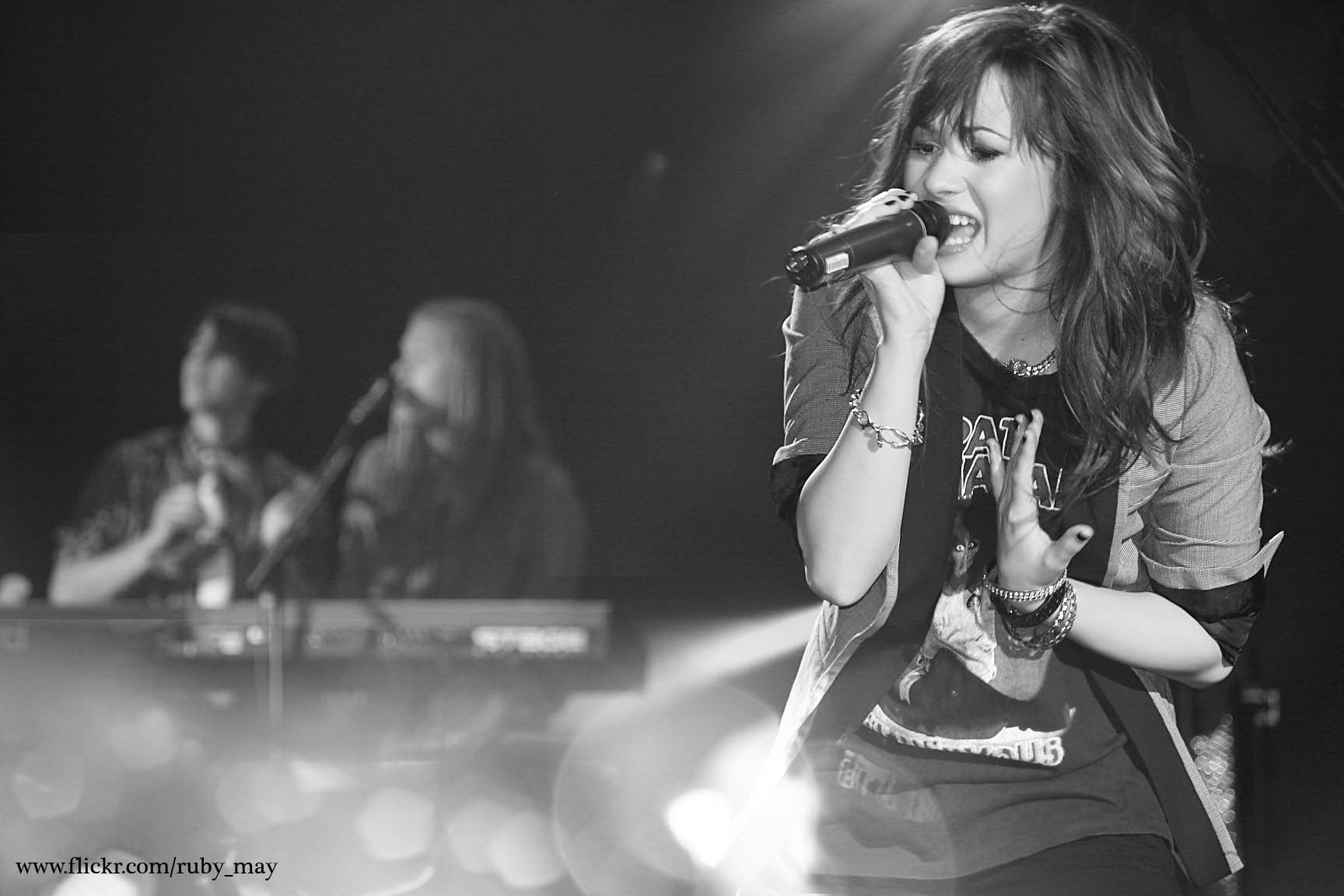
Ловато на концерте Jonas Brothers, 2008 год

С 2007 по 2008 год Ловато исполняла одну из главных ролей в короткометражном шоу «Звон колокольчиков». В 2007 году она также проходила прослушивания для фильма «Camp Rock: Музыкальные каникулы» и телесериала «Дайте Санни шанс», получив обе главные роли. Премьера «Camp Rock: Музыкальные каникулы» состоялась 20 июня 2008 года. Официальный саундтрек к картине был выпущен 17 июня; Ловато принимала участие в записи четырёх композиций, включая «This Is Me» в дуэте с Джо Джонасом, которая стала её дебютным синглом. Летом она подписала контракт с Hollywood Records и начала свой первый гастрольный тур Demi Live! Warm Up Tour и выступала в туре Burnin' Up Tour у Jonas Brothers. На протяжении нескольких последующих лет Деми будет не только сотрудничать, но и близко дружить с Джо, Кевином и Ником.
Дебютный студийный альбом Don’t Forget был выпущен 23 сентября, и в целом получил положительные отзывы от музыкальных критиков. Пластинка дебютировала на 2 месте в Billboard 200. Почти все песни были написаны вместе с Джо, Ником и Кевином.

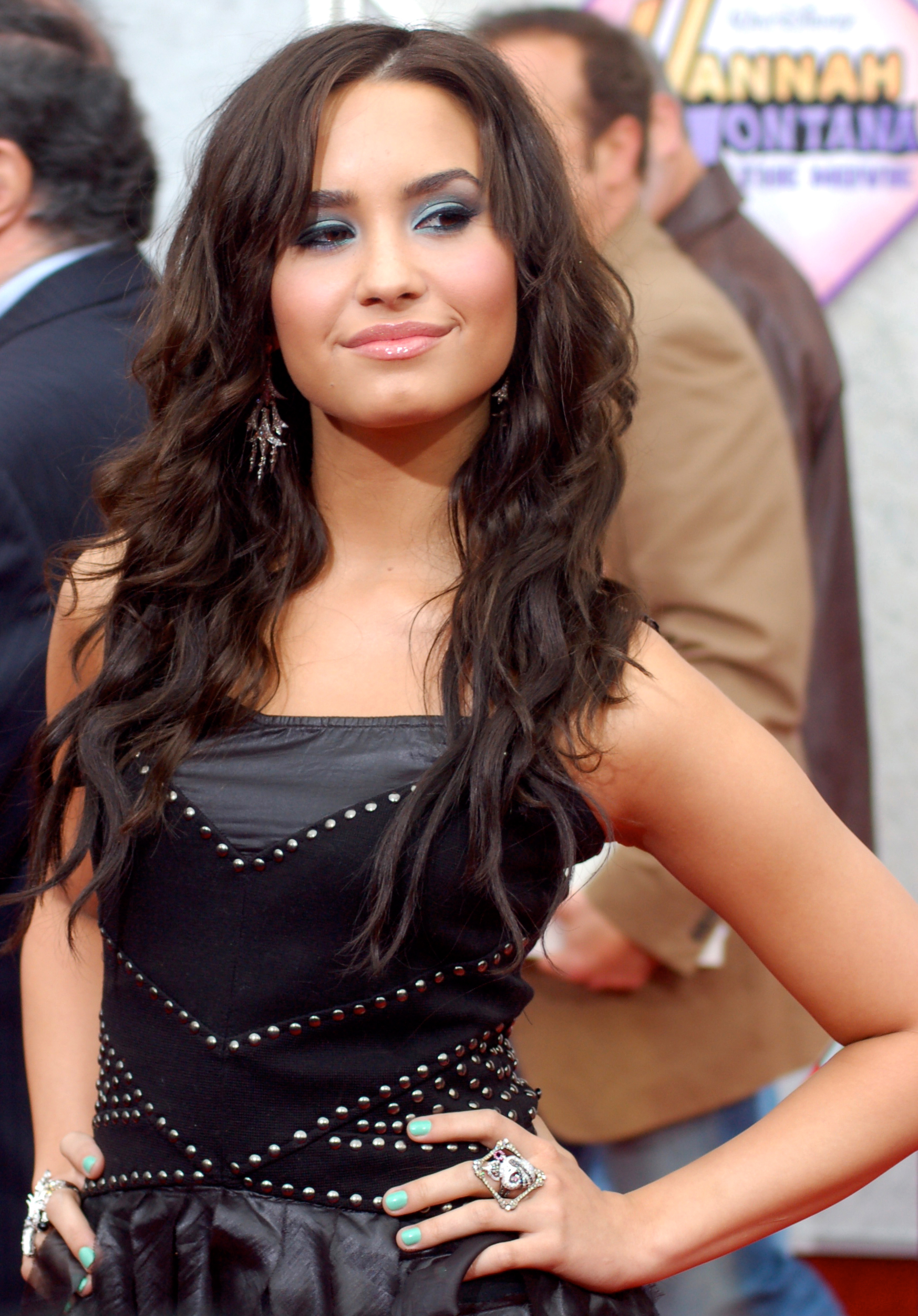
Ловато на премьере фильма «Ханна Монтана в кино», 2 апреля 2009 года.

8 февраля 2009 года состоялась премьера пилотного эпизода телесериала «Дайте Санни шанс», где Ловато исполнила роль Санни Монро; журналист Los Angeles Times, Роберт Ллойд, назвал актёрскую игру Деми «очень хорошей» и сравнил её с Майли Сайрус, исполнительницей главной роли в другом популярном диснеевском сериале — «Ханна Монтана». В июне состоялась премьера фильма «Программа защиты принцесс», где Ловато исполнила роль принцессы Розалинды, а партнёршей по съёмкам стала её давняя подруга Селена Гомес. Специально для фильма была записана песня «One and the Same», которая стала промо-синглом.
21 июля был выпущен второй студийный альбом Here We Go Again, звучание которого критики сравнили с творчеством Джона Мейера. Пластинка получила восторженные отзывы за поп-рок звучание, а также стала первым чарт-топпером Ловато в карьере. С 21 июня по 21 августа Деми провела свой первый концертный тур по США — Live in Concert. 11 августа был выпущен благотворительный сингл «Send It On», записанный Ловато, Jonas Brothers, Майли Сайрус и Селеной Гомес специально в рамках проекта «Disney Friends For Change». В октябре состоялась премьера мультфильма «Феи: Потерянное сокровище», специально для которого Деми записала песню «Gift of a Friend».
26 февраля 2010 года Ловато вновь участвовала в проекте «Disney Friends For Change», и выпустила сингл «Make a Wave» при участии Джо Джонаса. В мае она появилась в эпизодической роли подростка с шизофренией в шестом сезоне «Анатомии страсти», и, несмотря на хорошую актёрскую игру, создателей сериала раскритиковали за привлечение Ловато «для высоких рейтингов». Позднее она присоединилась к гастрольному туру Jonas Brothers в качестве гостя. Премьера «Camp Rock 2: Отчётный концерт» состоялась 3 сентября, и фильм имел меньший успех, в отличие от предшественника. Саундтрек к картине был выпущен 10 августа. В ноябре Деми объявила об уходе из «Дайте Санни шанс» и перерыве в актёрской карьере, что привело к закрытию сериала. Её уход повлёк за собой запуск спин-оффа «Как попало!», однако проект был закрыт после первого сезона.

### 2011—14:UnbrokenиDemi
20 сентября 2011 года Ловато выпустила свой третий студийный альбом Unbroken, запись которого началась в июле 2010 года; релиз отличался от предыдущих экспериментальным R&B звучанием, поскольку предыдущие два альбома содержали в себе поп-рок. Лирически пластинка также отличалась, потому что тексты песен были сосредоточены на личных проблемах исполнительницы. Альбом получил смешанные отзывы критиков, которые отметили рост Деми в музыкальном плане, но раскритиковали присутствующие там «песни для вечеринок». Unbroken дебютировал на 4 месте в Billboard 200. Лид-сингл «Skyscraper», выпущенный 12 июля, стал одним из самых успешных в карьере Ловато и её «визитной карточкой». Следующий сингл, «Give Your Heart a Break», также имел успех в США, и его называли одним из лучших в дискографии Деми.

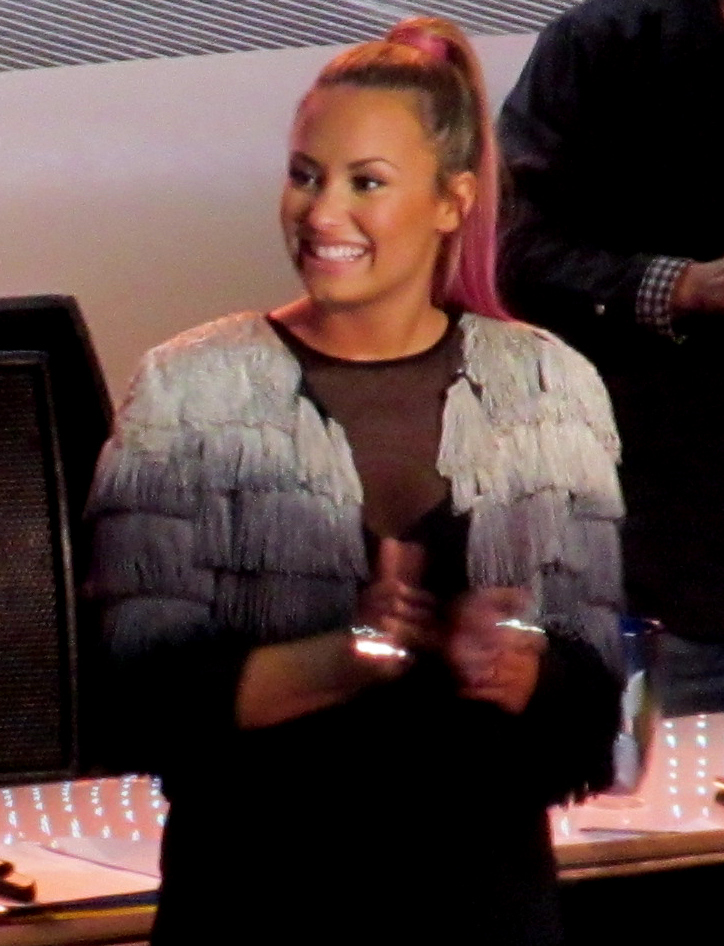
Ловато на съёмках проекта X-Factor, июнь 2012.

В мае 2012 года Ловато стала наставником во 2 сезоне шоу «The X Factor», и её гонорар за участие составил 1 миллион долларов; в 3 сезоне она заработала уже 2 миллиона. В декабре Деми выпустила кавер на сингл «Angels Among Us» Alabama, который был посвящён жертвам массового убийства в начальной школе в Сэнди-Хук.
Четвёртый студийный альбом Ловато, Demi, был выпущен 14 мая 2013 года. Его звучание включало в себя влияние синти-попа и бабблгам-попа, что было встречено критиками позитивно, однако также отмечено, что работа имеет менее зрелый имидж в сравнении с предыдущим альбомом. Demi дебютировал на 3 месте в Billboard 200 и показал лучшие результаты по недельным продажам за всю карьеру Ловато и имел успех в чартах других стран, включая Испанию, Новую Зеландию и Великобританию. Лид-сингл «Heart Attack», выпущенный 25 февраля, стал самым успешным в дискографии Деми на момент своего выхода, причём не только в США, но и на мировом уровне. Второй сингл, «Made in the USA», выпущенный 16 июля, имел умеренный успех. Третий и четвёртый синглы, «Neon Lights» и «Really Don’t Care», достигли топ-40 чарта США. 1 декабря 2014 года было выпущено расширенное издание альбома.

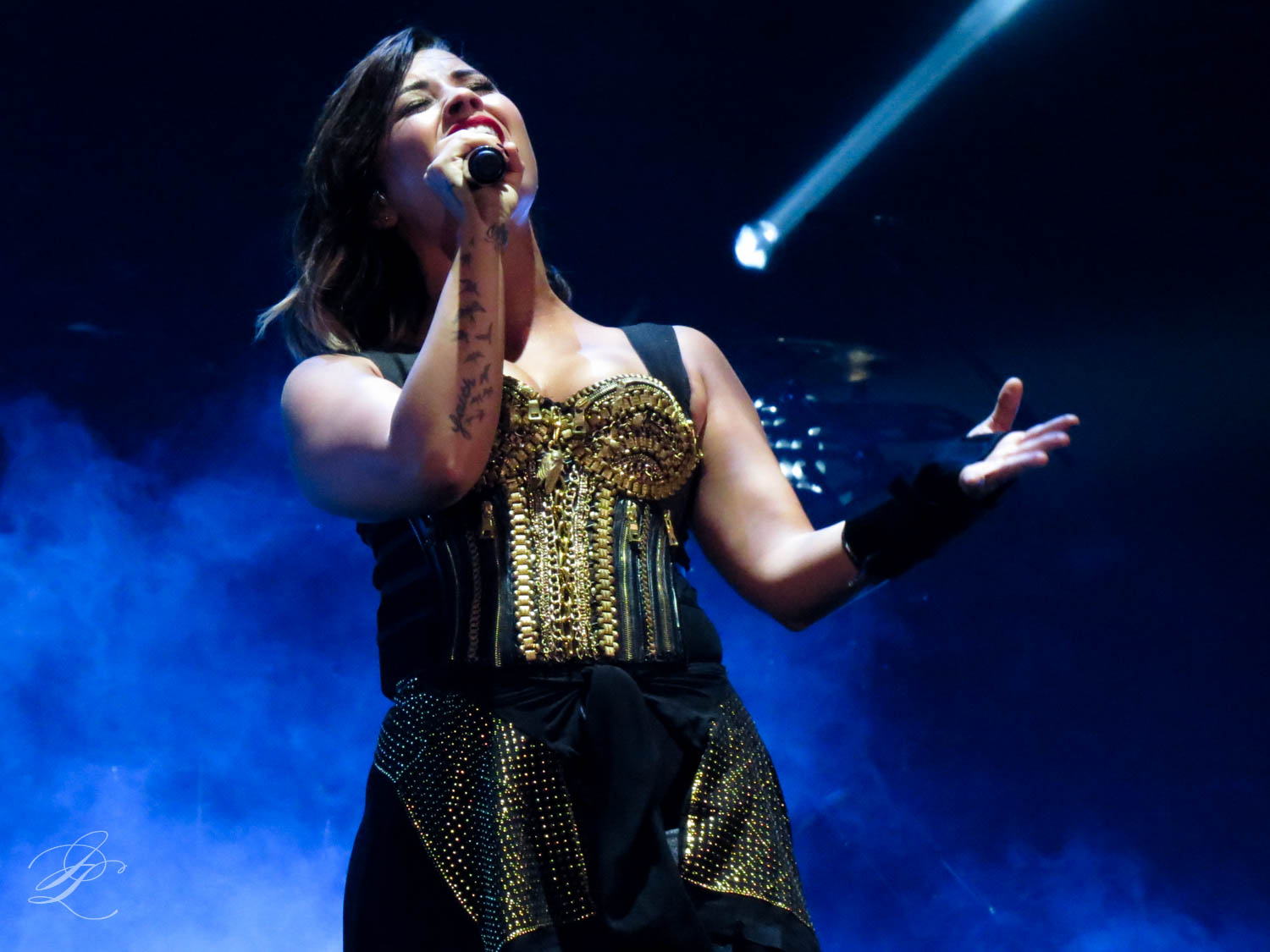
Ловато во время Demi World Tour, 25 сентября 2014 года

11 июня Ловато выпустила электронную книгу «Деми». 20 августа был выпущен саундтрек к фильму «Орудия смерти: Город костей», специально для которого исполнительница записала песню «Heart by Heart». В том же месяце Деми стала одним из персонажей пятого сезона телесериала «Хор», съёмки которого закончила в марте 2014 года. 19 ноября она выпустила книгу «Быть сильной 365 дней в году», которая стала бестселлером по версии The New York Times. Также Деми выпустила кавер на композицию «Let It Go» из мультфильма «Холодное сердце».
9 февраля 2014 года Ловато начала третий концертный тур Neon Lights Tour. 18 мая The Vamps выпустили сингл «Somebody to You» с альбома Meet the Vamps, записанный при участии Деми. 29 мая был анонсирован первый мировой и второй в поддержку последнего студийного альбома тур Demi World Tour. В ноябре выступала на разогреве концертов Энрике Иглесиаса в Великобритании в рамках Sex and Love Tour. Также Ловато участвовала в записи песни «Avalanche» для альбома Ника Джонаса, который вышел 10 ноября. 1 декабря Олли Мерс выпустил четвёртый студийный альбом Never Been Better, одним из синглов которого стала песня «Up», записанная при участии Деми. В декабре стала доступна линия косметики по уходу за кожей «Devonne by Demi». 24 декабря Ловато выпустила видеоклип на песню «Nightingale».

### 2015—18:ConfidentиTell Me You Love Me
1 июля 2015 года Ловато выпустила лид-сингл «Cool for the Summer» с предстоящего пятого студийного альбома. Песня получила много внимания благодаря теме би-любопытства и стала коммерчески успешной, достигнув 11 места в «горячей сотне» и став дважды платиновой в США. 18 сентября был выпущен второй сингл «Confident», который достиг 21 места. Confident был выпущен 16 октября под эгидой Hollywood Records, Island Records и Safehouse Records, и получил в целом позитивные отзывы от критиков. Альбом дебютировал со 2 места в Billboard 200. В тот же день был выпущен ремикс композиции «Irresistible» Fall Out Boy, также был подписан контракт с модельным агентством Wilhelmina Models. 22 октября был выпущен видеоклип на композицию «Waitin for You».
21 марта 2016 года композиция «Stone Cold» была выпущена в качестве последнего сингла с Confident. 29 июня совместно с Ником Джонасом стартовал гастрольный тур Future Now Tour. 1 июля был выпущен сингл «Body Say».

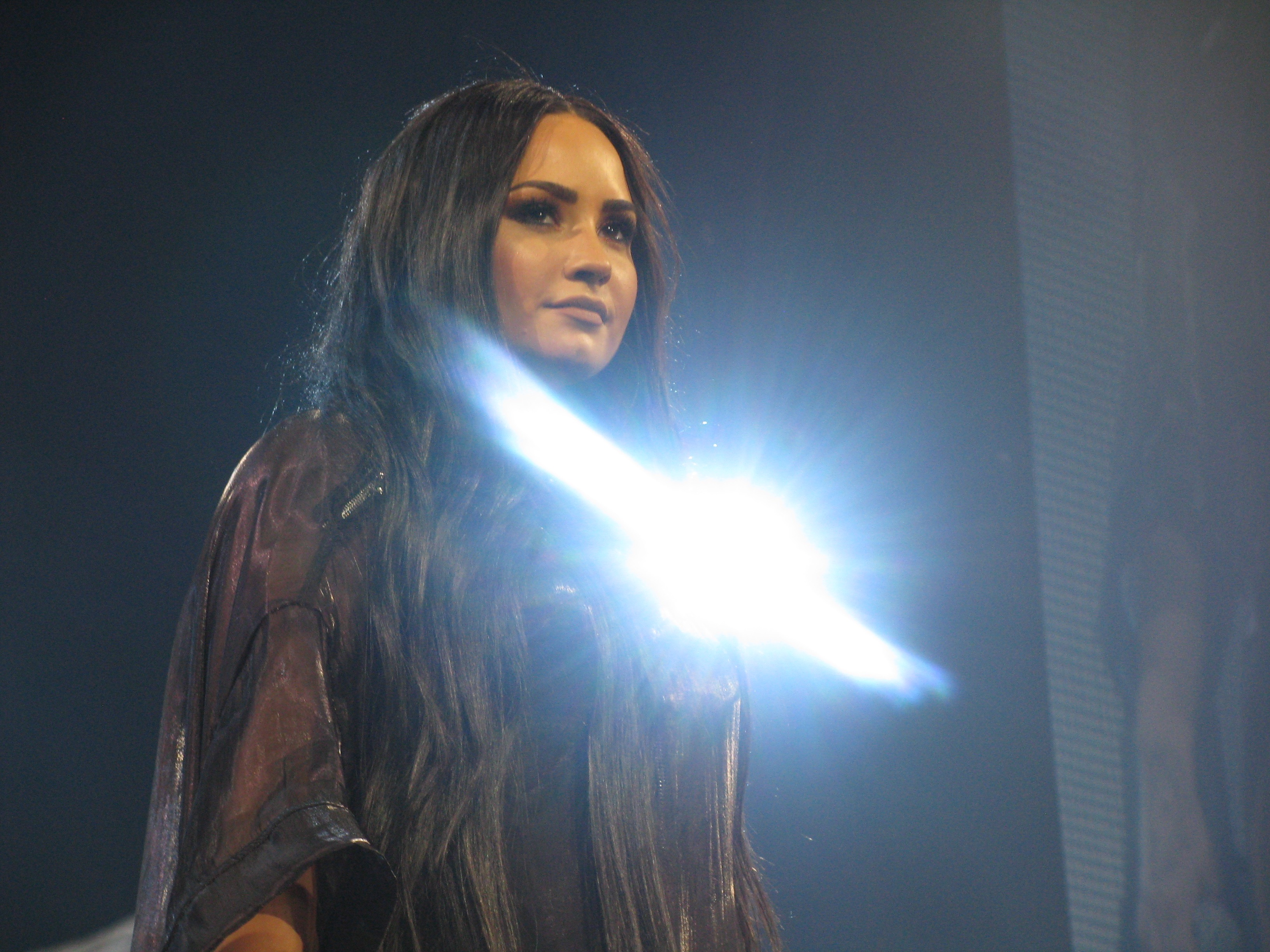
Ловато во время Tell Me You Love Me World Tour, 2018 год

В феврале 2017 года был выпущен документальный фильм «За гранью тишины», исполнительным продюсером которого выступила Ловато; картина затрагивает темы психического расстройства, включая биполярное расстройство, шизофрению, большое депрессивное расстройство и тревожное расстройство. Также она приняла участие в записи синглов «No Promises» Cheat Codes и «Instruction» Jax Jones. Её также включили в список 100 самых влиятельных людей в мире по версии издания Time. 8 мая было объявлено о сотрудничестве со спортивным брендом «Fabletics».
11 июля был выпущен лид-сингл «Sorry Not Sorry» с предстоящего шестого студийного альбома, который не только показал успех в музыкальных чартах по всему миру, но также стал самым успешным в карьере Ловато; сингл имеет 5 платиновых сертификаций в США. Альбом Tell Me You Love Me был выпущен 29 сентября и стал первым альбомом Деми, получившим платиновую сертификацию в США. 17 октября был выпущен документальный фильм «Деми Ловато: Попросту сложно», в котором показан процесс записи Tell Me You Love Me, а также рассказывается о детстве и проблемах Деми со здоровьем. В том же месяцы были анонсированы первые даты мирового тура Tell Me You Love Me World Tour, который стартовал в феврале 2018 года. 17 ноября был выпущен сингл «Échame la Culpa» совместно с Луисом Фонси.
24 марта 2018 года Ловато выступила на Марше за наши жизни с синглом «Skyscraper». Позднее приняла участие в записи синглов «Fall in Line» Кристины Агилеры и «Solo» Clean Bandit; последний стал первым № 1 синглом Деми в Великобритании. 21 июня Деми выпустила сингл «Sober», в котором она признаётся, что вновь стала употреблять наркотики и алкоголь после 6 лет трезвости.

### 2019—21:Dancing with the Devil…The Art of Starting Over
11 мая 2019 года Ловато подписала контракт со Скутером Брауном, который стал её новым менеджером. В августе была подтверждена её роль в фильме «Евровидение: История огненной саги», что ознаменовало возвращение Деми на большие экраны впервые с 2010 года. В том же месяце она получила эпизодическую роль в ситкоме «Уилл и Грейс».
26 января 2020 года Ловато выступила на 62-й церемонии «Грэмми» с синглом «Anyone», который был записан за 4 дня до её передозировки в июле 2018 года. Сразу же после выступления песня стала доступна на всех музыкальных платформах, а 6 февраля официально была выпущена лайв-версия, исполненная на «Грэмми». 2 февраля Деми исполнила гимн США на Супербоул LIV. 6 марта был выпущен сингл «I Love Me». 16 апреля Сэм Смит выпустил сингл «I’m Ready», записанный при участии Ловато. Ремикс сингла «Lonely Hearts» Джоджо с участием Деми был выпущен 28 августа. Вместе с Marshmello она также выпустила сингл «OK Not to Be OK» в рамках сотрудничества с движением по предотвращению самоубийств. 30 сентября через Твиттер был выпущен сингл «Still Have Me», и позднее стал доступен на цифровых платформах. 14 октября, в преддверии президентских выборов, Ловато выпустила сингл «Commander in Chief». 15 ноября она стала ведущей 46-й церемонии People’s Choice Awards. 20 ноября Young Jeezy выпустил песню «My Reputation», записанную при участии Деми. 4 декабря All Time Low выпустили ремикс «Monsters», участие в котором приняла Ловато и Blackbear.
В январе 2021 года стало известно, что Ловато будет исполнительным продюсером и исполнит главную женскую роль в сериале «Голодные» от NBC. Она также выступила на инаугурации Джо Байдена. С 23 марта по 6 апреля на YouTube был показ документального фильма «Деми Ловато: Танец с дьяволом», который рассказывает о передозировке исполнительницы в июле 2018 года и возвращении на сцену спустя полтора года перерыва. 2 апреля был выпущен седьмой студийный альбом Dancing with the Devil...The Art of Starting Over, который, по словам Деми, является неофициальным саундтреком к документальному фильму. До релиза альбома, 26 марта был выпущен сингл «Dancing with the Devil», а 1 апреля состоялся релиз промо-сингла «Met Him Last Night». С 19 мая стартовал показ подкаста «4D с Деми Ловато». 29 июня было объявлено о запуске ток-шоу «Шоу Деми Ловато».

### С 2022:Holy FvckиRevamped
В январе 2022 года Ловато выложила в социальные сети фото с подписью «Похороны моей поп-музыки», что навело на слухи о возвращении Ловато в рок-музыку, с которой она начала карьеру. В тот же период Ловато начала выкладывать в социальные сети отрывки новых песен из студии звукозаписи. Новый материал имел рок-звучание. Ловато заявила, что её грядущий альбом будет звучать подобно её первым двум альбомам. В интервью журналу Rolling Stone в феврале 2022 года Ловато подтвердила возвращение к эмо-року. Она сообщила, что «в [альбоме] больше рока», и что он был вдохновлен панк-рок музыкантами, которых Ловато слушала в то время: Royal & the Serpent и Turnstile. 6 июня 2022 года певица анонсировала свой восьмой студийный альбом Holy Fvck, дополнительно сообщив его дату выхода, треклист и раскрыв обложку. 

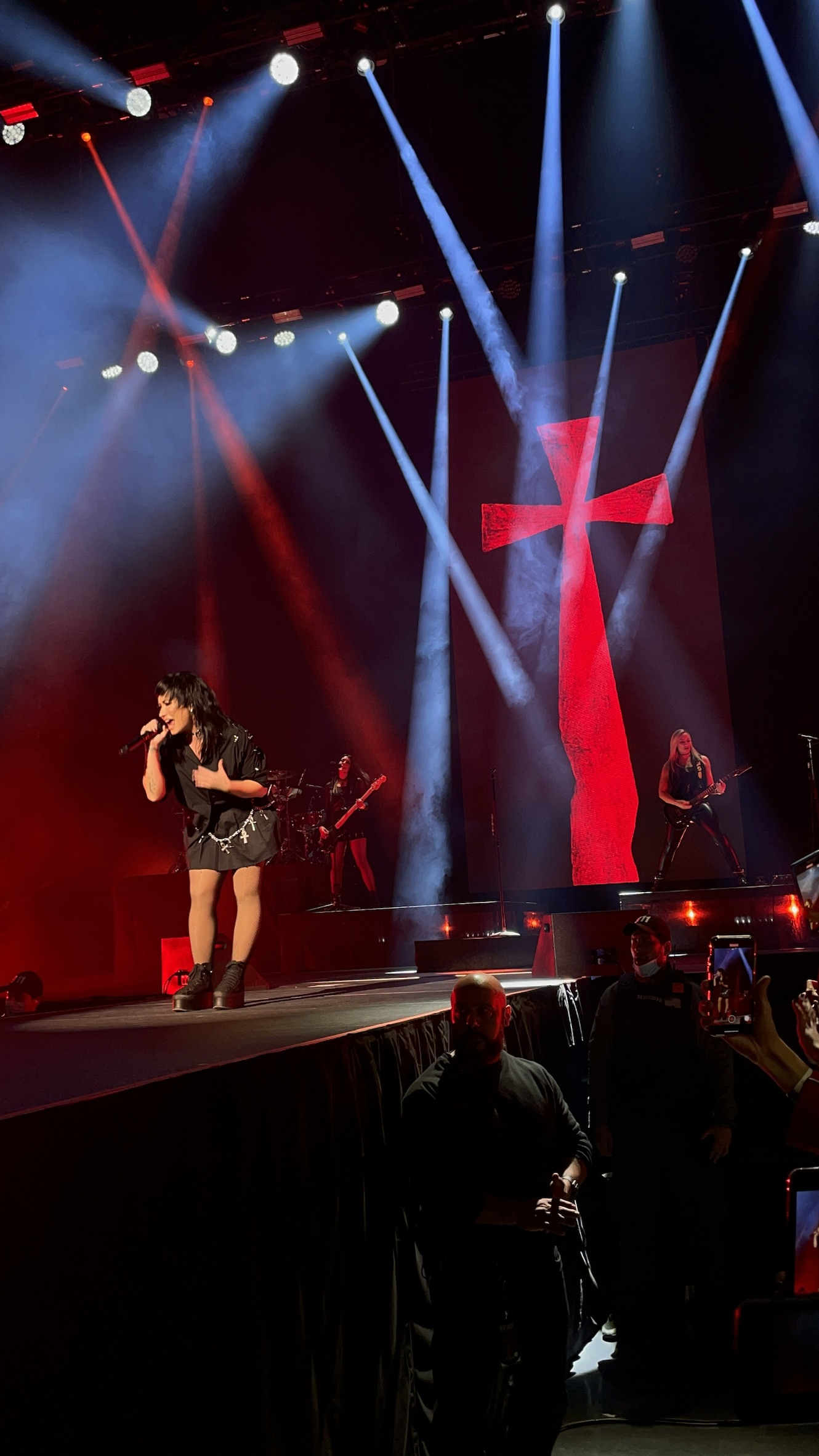
Ловато выступает в рамках турне Holy Fvck, Богота, 7 сентября 2022.

10 июня был выпущен первый сингл альбома — «Skin of My Teeth», а также видеоклип на него. Журналисты сравнили звучание сингла с песней «Celebrity Skin» альтернативной рок-группы Hole, а вокал — с «Born This Way» Леди Гаги. 15 июля был выпущен сингл и видеоклип «Substance». Видеоряд, участие в котором приняла Пэрис Хилтон, получил сравнение с одной из ранних работ певицы — «La La Land». Третий сингл, «29», вышел 17 августа и был посвящён отношениям певицы с Уилмером Вальдеррамой, когда их разница в возрасте достигала 12 лет. Сингл получил широкой внимание от СМИ и общественности, а также восторженные отзывы критиков.  19 августа состоялся премьера альбома Holy Fvck, получившего восторженные отзывы от критиков, но не пользовавшегося коммерческим успехом, став первым альбомом певицы, не достигшим топ-5 чарта Billboard 200 — пиковой позицией для пластинки осталась пятая строчка. С августа и до конца года певица проводила концертный тур в поддержку альбома.
3 марта 2023 года состоялась премьера сингла «Still Alive», саундтрека к фильму «Крик 6», соавтором которого стал Майк Шинода. Песня получила номинацию на премию MTV Movie & TV Award в категории «Лучшая песня». 24 марта, в честь десятилетия, была выпущена перезаписанная рок-версия сингла «Heart Attack», получившая положительные отзывы критиков. 25 мая была выпущена рок-версия сингла «Cool for the Summer», а 22 июня, на юбилей завершения дела Роу против Уэйда, певица без предварительного анонса выпустила новый сингл «Swine», являющийся протестной песней в поддержку права женщин в США на аборт. 14 июля певица выпустила рок-версию сингла «Sorry Not Sorry» и анонсировала сборник Revamped, выход которого запланирован на 15 сентября. Он будет включать в себя рок-версии 10 хитов певицы, включая три уже выпущенных ремикса. По словам певицы, идея перезаписать свои поп-хиты пришла ей во время прошлогоднего турне, когда перед ней встала задача «смешать» в концертной программе песни из нового альбома, записанные в жанре рок, со своими старыми хитами — преимущественно композициями в жанре поп. По завершении турне Ловато решила выпустить свои старые синглы в новой аранжировке, что привело её к идее выпустить сборник.

## Артистизм

### Вдохновение

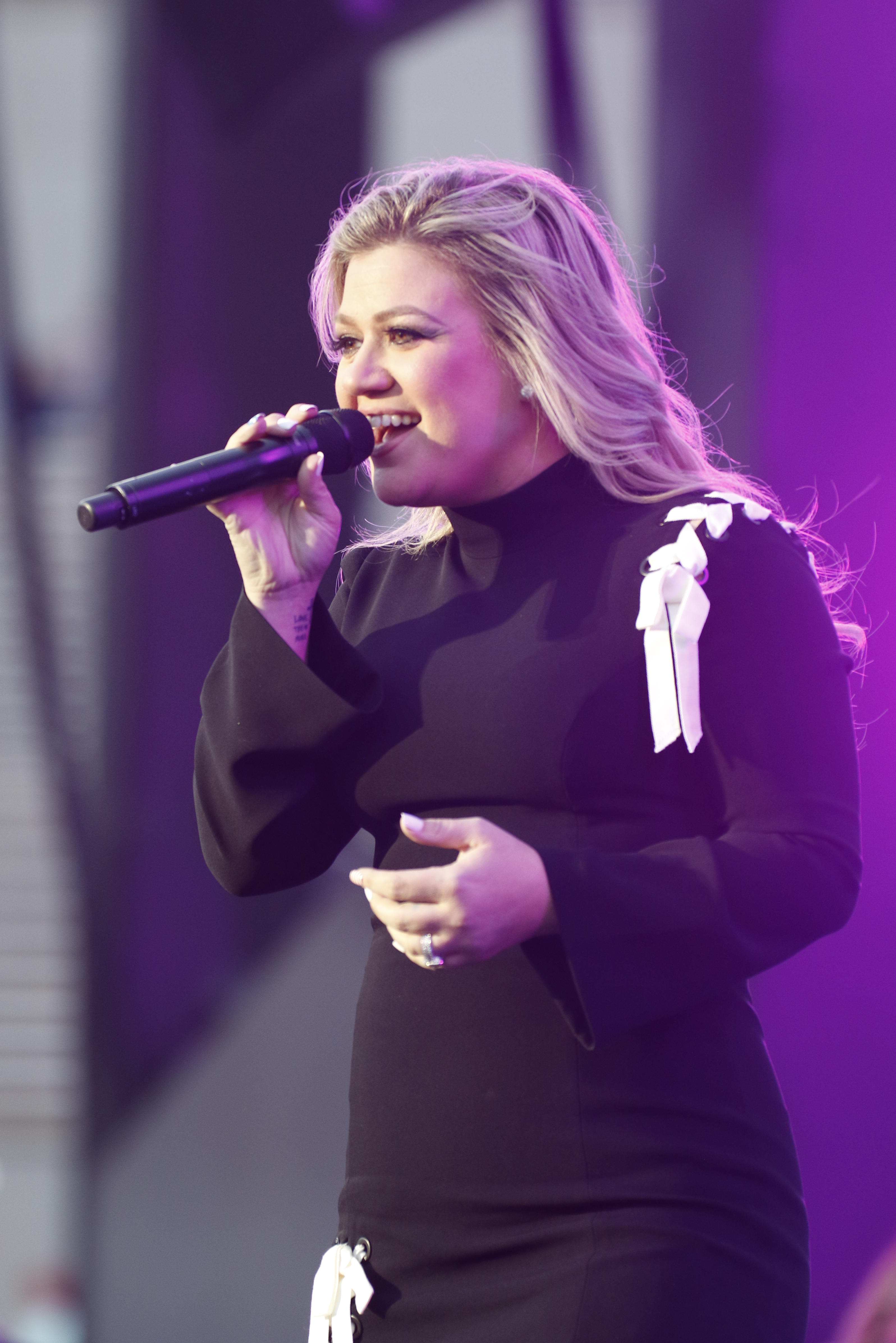
Келли Кларксон оказала огромное влияние на становление Ловато, как артистки

Ловато неоднократно называла Кристину Агилеру, Келли Кларксон, Уитни Хьюстон и Арету Франклин главными исполнительницами, которые вдохновляли её как в вокальном, так и в музыкальном плане. Ловато говорила, что испытывает огромное уважение к Хьюстон и Агилере, а также восхваляла Кларксон, которая была её моделью для подражания и идеальным примером того, каким должен быть артист. Деми также использовала никнейм «маленькая Келли» на AOL, когда была подростком.
Вдохновением Ловато также были Бритни Спирс, Рианна, Джоджо, Кери Хилсон, Дженнифер Лопес, Глэдис Найт, Алекс Джонсон, Билли Холидей, Spice Girls и Билли Гилман. В юношеские годы девушка слушала метал, включая The Devil Wears Prada, Job for a Cowboy, Maylene and the Sons of Disaster и Bring Me the Horizon. Она также вдохновлялась Джоном Мейером, творчество которого послужило вдохновением для третьего студийного альбома Unbroken (2011), где музыкальный стиль варьировался от хип-хопа до современного R&B. Сингл Брэда Пейсли «Without a Fight», выпущенный в 2016 году и записанный при участии Деми, тоже оказал на исполнительницу влияние, потому что она росла, слушая кантри, и её мама была кантри-певицей в прошлом.
Вдохновением для гастрольного тура Neon Lights Tour послужила Бейонсе и её визуальный альбом. Шестой студийный альбом Tell Me You Love Me был вдохновлён Агилерой.

### Голос
На протяжении карьеры Ловато неоднократно получала восторженные отзывы не только публики, но и музыкальных критиков, за свои вокальные данные. Голос Деми называли «очень впечатляющим» и «убийственным», и ставили её в ряд с сильнейшими вокалистками современной западной эстрады.

## Личная жизнь

### Место жительства
В 2010 году, на 18-летие Ловато приобрела дом для своей семьи в Лос-Анджелесе, выполненный в средиземноморском стиле; в январе 2011 года, после выписки из реабилитационного центра, исполнительница решила проживать в так называемом «трезвом доме» — жилплощади, где проживают люди, выходящие из программ реабилитации от наркозависимости. В сентябре 2016 года приобрела дом в Лорел Каньоне в Лос-Анджелесе, но продала его в июне 2020 года. В сентябре того же года купила дом в Студио-Сити.

### Увлечения
В 2016 году начала заниматься бразильским джиу-джитсу, в 2019 году получила голубой пояс.

### Сексуальная ориентация и отношения
Несмотря на то, что на протяжении жизни Ловато не общалась со своим отцом Патриком, после его смерти в 2013 году она открыла благотворительный проект «Lovato Treatment Scholarship Program» в его честь.
На протяжении нескольких месяцев в 2009 году встречалась с Трэйсом Сайрусом. В 2010 году на протяжении месяца встречалась с Джо Джонасом; по словам Ловато, их первый поцелуй произошёл во время съёмок «Camp Rock 2: Отчётный концерт», и она действительно была в него влюблена, пока СМИ утверждали, что их отношения — пиар-ход для промоушена картины. С августа 2010 года по июнь 2016 года состояла в отношениях с Уилмером Вальдеррамой. С января по июль 2017 года встречалась с борцом MMA Гильермо Васконселосом. С ноября 2018 по март 2019 года встречалась с Генри Леви, основателем модного бренда Enfants Riches Déprimés. В течение нескольких месяцев в 2019 году встречалась с моделью Остином Уилсоном. 23 июля 2020 года объявила о помолвке с Максом Эрихом, в котором начала встречаться в марте того же года; в сентябре пара объявила о расставании.
По словам Ловато, она открыта для отношений с любым человеком, независимо от его гендера. В июле 2020 года исполнительница объявила себя квиром, когда опубликовала в Инстаграме пост в память о Нае Ривере. В марте 2021 года Ловато совершила каминг-аут в качестве пансексуалки и заявила о своей сексуальной текучести (то есть об одном или нескольких изменениях своей сексуальной идентичности). 19 мая она совершила каминг-аут как небинарная личность, и официально сменила местоимения при обращении к ней на «они» (нейтральная форма they в английском, которая не относится к конкретному полу). В кругу своей семьи Ловато объявила себя небинарной персоной в 2020 году.

### Здоровье
Ловато страдала от нервной анорексии, самоповреждений и травли до того, как впервые попала в реабилитационный центр в 18 лет. 1 ноября 2010 года было объявлено, что Ловато больше не будет выступать на гастролях у Jonas Brothers и решает полностью сконцентрироваться на своём здоровье. На данное решение артистку подтолкнул конфликт с танцовщицей из подтанцовки, Алекс Уэлч, которую она ударила по лицу во время репетиции. 28 января 2011 года Ловато завершила лечение. В интервью для программы «Доброе утро, Америка», которое состоялось в апреле того же года, Ловато рассказала, что подвергалась травле в школе за лишний вес, и что самостоятельно делала порезы на теле с раннего возраста. Во время лечения ей диагностировали булимию и биполярное расстройство; Деми также призналась, что употребляла кокаин и проносила его в самолёты. В марте 2012 года был выпущен документальный фильм «Деми Ловато: Оставайся сильной», в котором подробно было рассказано о лечении, однако во время интервью исполнительница по-прежнему не была трезвой. Свою пятую годовщину трезвости Ловато отметила 15 марта 2017 года.
Ловато заявляла, что её зависимость от наркотиков и алкоголя несколько раз практически приводила к передозировке, но она продолжала выступать на сцене даже в состоянии похмелья. После того, как команда менеджеров выразила желание уйти, Ловато решила возобновить лечение. В 2021 году исполнительница призналась, что употребляла тяжёлые наркотики, в том числе героин в умеренных количествах, и это не нравилось её друзьям. Она также рассказала, что её биполярное расстройство позднее диагностировали как СДВГ.

#### Передозировка в 2018 году
21 июня 2018 года Ловато выпустила сингл «Sober», в котором заявила, что вновь страдает от алкогольной и наркотической зависимости спустя 6 лет трезвости. 24 июля она была доставлена в Седарс-Синайский медицинский центр в Лос-Анджелесе с передозировкой опиоидами. По словам артистки, если бы её не нашли в доме в течение 5-10 минут, то не успели бы спасти. Сообщалось, что состояние певицы стабильное, и она начала восстанавливаться позже в тот же день. Передозировка наступила в результате чрезмерного употребления оксикодона с фентанилом и налоксоном. На фоне передозировки у Ловато возникли проблемы со здоровьем, включая несколько инсультов, сердечный приступ, повреждение головного мозга; последнее вызвало продолжительные проблемы со зрением. Деми была госпитализирована и направлена в стационарный реабилитационный центр. В декабре она впервые вышла на связь с поклонниками, чтобы поблагодарить их за поддержку, и выразила желание однажды рассказать миру, что произошло в тот день.
В 2020 году Ловато заявила, что отправной точкой к передозировке послужило ухудшение ситуации с булимией, а также то, что она чувствовала себя несчастной, и быть трезвой больше не было смысла. Певица объяснила это тем, что её менеджер Фил Макинтайр вёл усиленный контроль касательно еды, которую она употребляет. Это приводило к тому, что все покупки Ловато всегда жёстко проверялись. В результате с руководством возник конфликт, и на фоне обострившейся ситуации исполнительница вновь начала выпивать.

#### Изнасилование
В 2021 году Ловато призналась, что в 15 лет была изнасилована, и что насильником был её коллега по съёмочной площадке, с которым она неоднократно виделась уже после инцидента. Случившееся усугубило уже имеющиеся на тот период булимию и тягу к самоповреждениям. В то время Ловато не считала произошедшее актом изнасилования, к тому же она была актрисой Disney, где все артисты носили кольца непорочности и сохраняли девственность до свадьбы. В 2018 году, в ночь передозировки, Ловато вновь была изнасилована.

## Другая деятельность

### Благотворительность

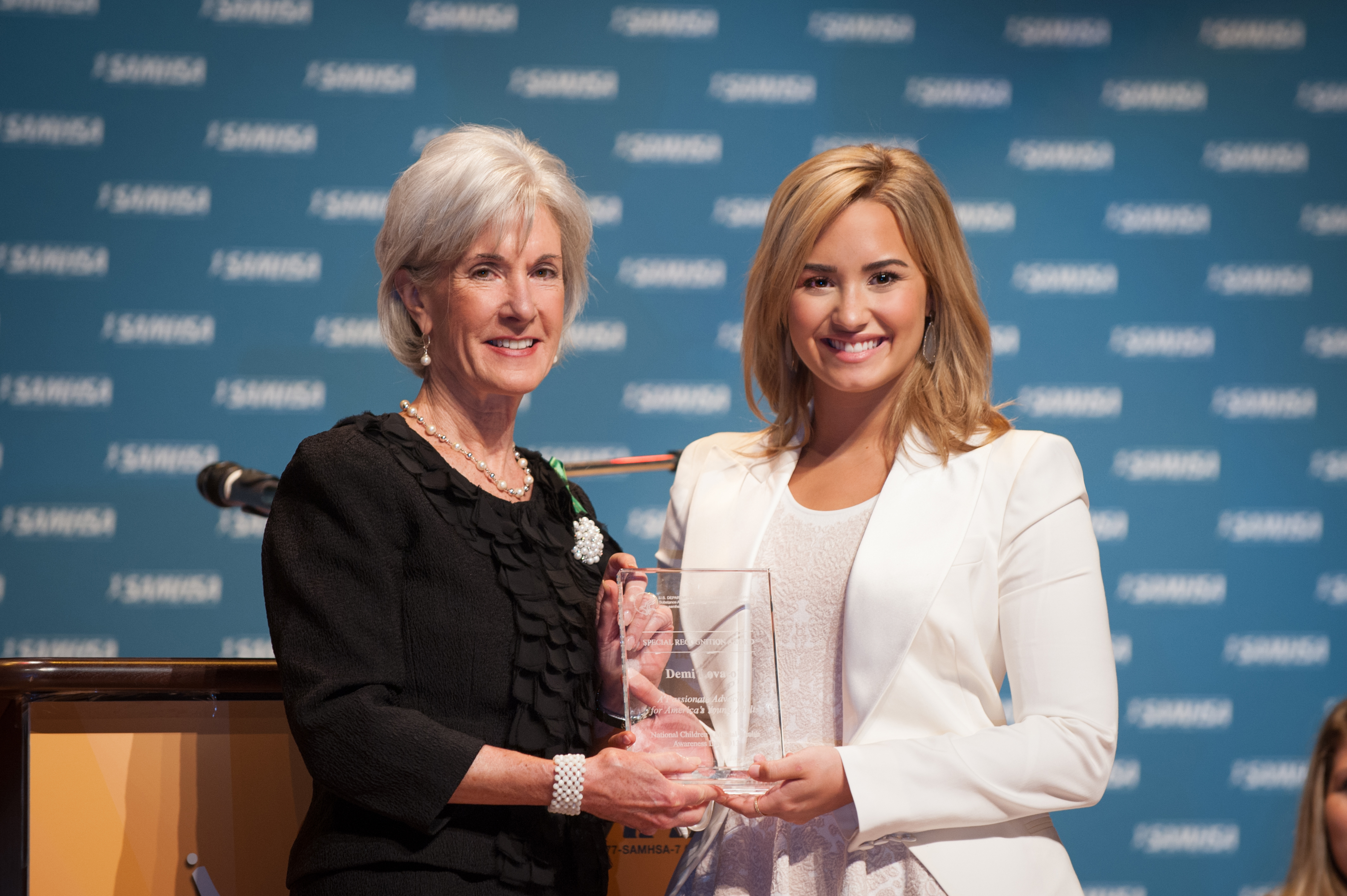
Ловато (справа) на Национальной неделе осведомлённости о психическом здоровье, май 2013 года

Работа Ловато в качестве ЛГБТ-активистки была отмечена ГЛААД в 2016 году. Когда в 2013 году был принят Закон о защите брака, и Ловато публично отметила данное событие в социальных сетях. Ранее певица выражала поддержку ЛГБТ-сообществу: «Я верю в однополые браки. Я верю в равенство. Думаю, что в религии много лицемерия, но я поняла, что у вас могут быть собственные отношения с Богом, и у меня всё ещё есть вера». В мае 2014 года она была назначена хэдлайнером на прайде в Лос-Анджелесе, где происходили съёмки видеоклипа «Really Don’t Care». В 2015 году Ловато стала лицом Кампании за права человека. В 2016 году повторно участвовала в Кампании в память о жертвах массового убийства в Орландо.
На протяжении многих лет Ловато повышает осведомлённость о проблемах с психическим здоровьем. Она неоднократно выступала на публичных мероприятиях, где рассказывала о своём опыте депрессии, булимии, нервной анорексии и самоповреждениях, который буквально ставил её на грань жизни и смерти. Исполнительница говорит о важности психического здоровья, которое зачастую остаётся на заднем плане.
Ловато — открытая феминистка. В 2017 году, в интервью для Dolly, она сказала, что феминизм — это «не сжигание бюстгальтеров и ненависть к мужчинам, а борьба за равноправие между мужчинами и женщинами».
Певица также выступает против травли. В 2010 году она появилась в 15 сезоне шоу «Топ-модель по-американски», в эпизоде, посвящённому буллингу, и открыто рассказала о своём опыте с травлей в школьные годы.
Ловато является политической активисткой. В частности, она критиковала президента США Дональда Трампа. Она также выступает против вооружённого насилия. В мае 2020 года исполнительница выступила с критикой полицейских после убийства Джорджа Флойда и убийства Бреонны Тейлор.

## Награды и номинации
Основная статья: Список наград и номинаций Деми Ловато

## Фильмография
| Год       |    | Русское название                   | Оригинальное название                           | Роль                       |
| --------- | -- | ---------------------------------- | ----------------------------------------------- | -------------------------- |
| 2002—2004 | с  | Барни и друзья                     | Barney & Friends                                | Анжела                     |
| 2006      | с  | Побег                              | Prison Break                                    | Даниелла Картин            |
| 2007      | с  | Просто Джордан                     | Just Jordan                                     | Николь                     |
| 2007—2008 | с  | Звон колокольчиков                 | As the Bell Rings                               | Шарлотта Адамс             |
| 2008      | тф | Camp Rock: Музыкальные каникулы    | Camp Rock                                       | Митчи Торрес               |
| 2009      | тф | Программа защиты принцесс          | Princess Protection Program                     | принцесса Розалинда / Рози |
| 2010      | с  | Анатомия страсти                   | Grey's Anatomy                                  | Хейли Мэй                  |
| 2010      | тф | Camp Rock 2: Отчётный концерт      | Camp Rock 2: The Final Jam                      | Митчи Торрес               |
| 2009—2011 | с  | Дайте Санни шанс                   | Sonny with a Chance                             | Санни Монро                |
| 2013—2014 | с  | Хор                                | Glee                                            | Дэни                       |
| 2014      | с  | Матадор                            | Matador                                         | гостья на вечеринке        |
| 2015      | с  | От заката до рассвета              | From Dusk till Dawn                             | Майа                       |
| 2016      | тф | Чарминг                            | Charming                                        | Ленор (голос)              |
| 2017      | тф | Смурфики: Затерянная деревня       | Sumrfs: The Lost Village                        | Смурфетта (голос)          |
| 2020      | ф  | Евровидение: История огненной саги | Eurovision Song Contest: The Story of Fire Saga | Катьяна                    |

## Дискография
Основная статья: Список песен, записанных Деми Ловато
- Don’t Forget (2008)
- Here We Go Again (2009)
- Unbroken (2011)
- Demi (2013)
- Confident (2015)
- Tell Me You Love Me (2017)
- Dancing with the Devil...The Art of Starting Over (2021)
- Holy Fvck (2022)

## Концерты и туры
Основная статья: Список концертных туров Деми Ловато
| Хедлайнер - Demi Lovato: Live in Concert (2009-10) - A Special Night with Demi Lovato (2011-13) - The Neon Lights Tour (2014) - Demi World Tour (2014-15) - Tell Me You Love Me World Tour (2018) - Holy Fvck Tour (2022) Сохедлайнер - Future Now Tour (2016) (c Ником Джонасом) | Промотуры - Demi Live! Warm Up Tour (2008) - An Evening with Demi Lovato (2011) | На разогреве - Jonas Brothers — Burnin' Up Tour (2008) - Аврил Лавинь — The Best Damn World Tour (2008) - Jonas Brothers — Jonas Brothers World Tour (2009) - Jonas Brothers — Live in Concert World Tour (2010) - Энрике Иглесиас — Sex and Love Tour (2014) |